# Sauber C33
O C33 é o modelo do carro de corrida da equipe Sauber para a temporada 2014 de Fórmula 1. O carro foi apresentado no site da equipe suíça e lançado oficialmente em Jerez de la Frontera, na Espanha, durante o primeiro teste de inverno, a partir de 28 de janeiro. Adrian Sutil e Esteban Gutiérrez conduziram o carro na temporada.